# Bathylaimus capacosus
Bathylaimus capacosus is een rondwormensoort uit de familie van de Tripyloididae. De wetenschappelijke naam van de soort is voor het eerst geldig gepubliceerd in 1962 door Hopper.